# Vladimir Nikanorov
Vladimir Nikolaïévitch Nikanorov (en russe : Владимир Николаевич Никаноров) est un footballeur et entraîneur de football soviétique né le 15 juillet 1917 (ou 2 juillet dans le calendrier julien) à Moscou et mort le 20 mai 1980 dans la même ville. Il a également été joueur de hockey sur glace.

## Biographie

### Carrière de joueur
Natif de Moscou, Vladimir Nikanorov intègre à partir de 1932 les rangs du Miasokombinat, équipe d'une usine locale de transformation de viande. Transféré en 1938 au Pichtchevik Moscou (ru), il fait sous ces couleurs ses débuts en première division la même année, jouant son premier match le 22 juin contre le Dinamo Tbilissi à l'âge de 20 ans. Il est par la suite titularisé tout au long de la saison 1938 qui s'achève sur le relégation du Pichtchevik. Il passe ensuite l'année 1939 en deuxième division.
Nikanorov est recruté en 1940 par le CDKA Moscou, il s'impose rapidement comme titulaire dans les buts bien que les compétitions soviétiques soient arrêtées dès 1941 en raison de la Seconde Guerre mondiale. Lors de la reprise de la coupe nationale en 1944, il atteint avec son équipe la finale de la compétition avant d'être vaincu par le Zénith Léningrad.
Conservant sa place de titulaire dans les années qui suivent, Nikanorov prend ainsi pleinement part à l'âge du CDKA (qui devient CDSA en 1951) lors de l'après-guerre qui remporte le championnat soviétique à cinq reprises entre 1946 et 1951 ainsi que la coupe nationale trois fois entre 1945 et 1951. Au cours de cette période il évolue également au sein de l'équipe de hockey sur glace du club entre 1946 et 1950 qui remporte quant à elle le championnat trois fois de suite entre 1948 et 1950. Il dispute avec cette dernière 60 rencontres en championnat pour six buts inscrits.
Ses prestations lui valent d'être retenu par Boris Arkadiev, également son entraîneur en club, au sein de la délégation soviétique pour les Jeux olympiques de 1952. Il est alors utilisé au cours de deux matchs non-officiels mais ne prend part à aucune rencontre durant la compétition, étant barré par Leonid Ivanov au poste de gardien tandis que l'Union soviétique est éliminée dès le premier tour par la Yougoslavie. Cette contre-performance a pour conséquence directe la dissolution du CDSA au milieu de l'année 1952.
Nikanorov continue par la suite au MVO Moscou (en) où il joue six matchs en 1953 avant que le club ne soit lui aussi dissous. Il prend alors définitivement sa retraite à l'âge de 35 ans.

### Carrière d'entraîneur
Se reconvertissant comme entraîneur après sa fin de carrière, Nikanorov prend au mois de juin 1955 la tête de l'ODO Sverdlovsk (ru) et l'amène en fin d'année à la première place de la deuxième zone de la deuxième division et à la promotion. Il dirige ainsi le club pour sa seule et unique année dans l'élite en 1956, qui s'achève sur une relégation après une place de onzième. Après avoir terminé quatrième de son groupe l'année suivante, il quitte ses fonctions en fin d'année 1957.
Nikanorov devient par la suite entraîneur du SKA Lvov (en) au mois de juin 1958 et remporte la troisième zone du deuxième échelon. Il échoue cependant à la montée lors de la phase finale en fin d'année. Il mène ensuite l'équipe à la sixième place de son groupe lors des saisons 1959 et 1960 avant de s'en aller à l'issue de cette dernière.
Après cette dernière expérience, il fait son retour au CSKA Moscou en 1961 où il occupe des postes d'assistant au sein de l'équipe première sous les ordres de Konstantin Beskov puis Viatcheslav Soloviov et des équipes de jeunes jusqu'en 1964.
Nikanorov connaît par la suite ses derniers postes dans les divisions inférieures, entraînant le SKF Sébastopol (en) en 1965, le Znamia Noguinsk entre 1966 et 1967 et enfin le Bourovik Almetievsk en 1968 avant de devenir entraîneur pour les jeunes du Troudovyé Rezervy Moscou entre 1969 et 1977. Il meurt quelques années plus tard le 20 mai 1980 à l'âge de 62 ans.

## Statistiques
| Saison                | Club                    | Championnat           | Championnat | Championnat | Coupe(s) nationale(s) | Coupe(s) nationale(s) | Total | Total |
| Saison                | Club                    | Division              | M.          | B.          | M.                    | B.                    | M.    | B.    |
| 1938                  | Pichtchevik Moscou (ru) | D1                    | 16          | 0           | -                     | -                     | 16    | 0     |
| 1939                  | Pichtchevik Moscou (ru) | D2                    | 22          | 0           | -                     | -                     | 22    | 0     |
| Sous-total            | Sous-total              | Sous-total            | 38          | 0           | -                     | -                     | 38    | 0     |
| 1940                  | CDKA Moscou             | D1                    | 21          | 0           | -                     | -                     | 21    | 0     |
| 1941                  | Krasnaïa Armia Moscou   | D1                    | 9           | 0           | -                     | -                     | 9     | 0     |
| 1944                  | CDKA Moscou             | -                     | -           | -           | 3                     | 0                     | 3     | 0     |
| 1945                  | CDKA Moscou             | D1                    | 22          | 0           | 5                     | 0                     | 27    | 0     |
| 1946                  | CDKA Moscou             | D1                    | 21          | 0           | 2                     | 0                     | 23    | 0     |
| 1947                  | CDKA Moscou             | D1                    | 24          | 0           | 4                     | 0                     | 28    | 0     |
| 1948                  | CDKA Moscou             | D1                    | 26          | 0           | 6                     | 0                     | 32    | 0     |
| 1949                  | CDKA Moscou             | D1                    | 27          | 0           | 2                     | 0                     | 29    | 0     |
| 1950                  | CDKA Moscou             | D1                    | 18          | 0           | 1                     | 0                     | 19    | 0     |
| 1951                  | CDSA Moscou             | D1                    | 19          | 0           | 6                     | 0                     | 25    | 0     |
| 1952                  | CDSA Moscou             | D1                    | 2           | 0           | -                     | -                     | 2     | 0     |
| Sous-total            | Sous-total              | Sous-total            | 189         | 0           | 29                    | 0                     | 218   | 0     |
| 1953                  | MVO Moscou (en)         | D1                    | 6           | 0           | -                     | -                     | 6     | 0     |
| Total sur la carrière | Total sur la carrière   | Total sur la carrière | 233         | 0           | 29                    | 0                     | 262   | 0     |

## Palmarès

### Palmarès au football
CDSA Moscou
- Championnat d'Union soviétique (5) :
  - Vainqueur : 1946, 1947, 1948, 1950 et 1951.

- Coupe d'Union soviétique (3) :
  - Vainqueur : 1945, 1948 et 1951.
  - Finaliste : 1944.

### Palmarès au hockey sur glace
CDKA Moscou
- Championnat d'Union soviétique (3) :
  - Vainqueur : 1948, 1949 et 1950.